# Andulio Gálvez
Andulio Gálvez är en ort i Mexiko.   Den ligger i kommunen Bochil och delstaten Chiapas, i den sydöstra delen av landet, 700 km öster om huvudstaden Mexico City. Andulio Gálvez ligger 1 196 meter över havet och antalet invånare är 261.
Terrängen runt Andulio Gálvez är huvudsakligen kuperad, men österut är den bergig. Andulio Gálvez ligger nere i en dal. Runt Andulio Gálvez är det ganska tätbefolkat, med 116 invånare per kvadratkilometer. Närmaste större samhälle är Bochil, 2,1 km nordväst om Andulio Gálvez. I omgivningarna runt Andulio Gálvez växer huvudsakligen savannskog.